# 96 Pułk Piechoty (II RP)
96 pułk piechoty (96 pp) – rezerwowy oddział piechoty Wojska Polskiego II RP.
Pułk nie występował w organizacji pokojowej Wojska Polskiego. Sformowany został w I rzucie mobilizacji powszechnej, począwszy od 31 sierpnia 1939, przez pułk KOP „Snów” dla rezerwowej 38 Dywizji Piechoty.
W kampanii wrześniowej walczył w składzie 38 DP, między innymi w bitwie pod Jaworowem.
10 września pułk wyszedł z podporządkowania 38 DP i z rozkazu gen. Fabrycego przedyslokowany został w rejon Pikulic z zadaniem zabezpieczenia Przemyśla.
| Obsada personalna pułku we wrześniu 1939 | Obsada personalna pułku we wrześniu 1939 | Obsada personalna pułku we wrześniu 1939 |
| Stanowisko etatowe                       | Stopień, imię i nazwisko                 | Uwagi                                    |
| dowództwo                                | dowództwo                                | dowództwo                                |
| ---------------------------------------- | ---------------------------------------- | ---------------------------------------- |
| dowódca pułku                            | ppłk piech. Andrzej Bogacz               | PSZ na Zachodzie                         |
| kwatermistrz                             | kpt. piech. Czesław Michał Dąbrowa       | niemiecka niewola                        |
| I batalion (baon KOP „Stołpce”)          |                                          |                                          |
| dowódca batalionu                        | mjr piech. Leon Kardaś                   | †IX 1939 Mościska                        |
| adiutant                                 | kpt. Witold Gorczyński                   |                                          |
| dowódca 2 kompanii strzeleckiej          | kpt. Zenon Tymiński                      | †1940 Charków                            |
| funkcja nieznana                         | ppor. piech. rez. Władysław Jakubowski   | †1940 Charków                            |
| II batalion (baon KOP „Kleck”)           |                                          |                                          |
| dowódca batalionu                        | kpt. Zygmunt Kledzik                     |                                          |
| dowódca 4 kompanii strzeleckiej          | kpt. piech. Zygmunt Bobrowski            |                                          |
| III batalion (baon KOP „Ludwikowo”)      |                                          |                                          |
| dowódca batalionu                        | mjr piech. Antoni Małek                  |                                          |
| dowódca 7 kompanii strzeleckiej          | por. Lucjan Giżyński                     | AK, dowódca baonu „Gozdawa”              |
| pododdziały specjalne                    |                                          |                                          |
| dowódca kompanii przeciwpancernej        | kpt. piech. Eugeniusz Gromów             | †IX 1939 pod Lwowem                      |
| dowódca I plutonu                        | por. piech. Kazimierz Baraniak           | †1940 Charków                            |